# کماسیج
کماسیج، روستایی با تاریخ زیاد و منابع باستانی ،از توابع بخش افزر شهرستان قیر و کارزین در استان فارس ایران است.

## جمعیت
این روستا در دهستان افزر قرار دارد و براساس سرشماری مرکز آمار ایران در سال 1402، جمعیت آن 462 نفر (۶۷خانوار) بوده‌است.